# Besart Berisha
Besart Berisha (Pristina, 29 de julio de 1985) es un exfutbolista albano-kosovar que jugaba de delantero.

## Trayectoria
Berisha nació en el seno de una familia de etnia albanesa en Pristina, Provincia Autónoma Socialista de Kosovo, Yugoslavia. A temprana edad dejó el país junto a su familia debido a los conflictos bélicos en la zona, mudándose a Alemania en 1992.
Desde 1994 a 2004 jugó en la división juvenil de los clubes alemanes Berliner VB49, BFC Dynamo, TSV Lichtenberg y Tennis Borussia Berlín, con el que llegó a disputar partidos en el primer equipo. En el 2004 inició su carrera profesional al firmar contrato con el Hamburgo SV. Sin embargo, debido a su corta edad, fue cedido a préstamo a clubes de la Superliga danesa: primero Aalborg BK y luego el AC Horsens. En el verano de 2006 regresó al club alemán, renovando su contrato por cuatro años más.
El 11 de octubre de 2006 debutó en la selección nacional albanesa en el estadio Amsterdam ArenA contra los Países Bajos. Un mes después, el 6 de diciembre de 2006, se convirtió en el primer albanés en marcar un gol en fase de grupos de la Liga de Campeones de la UEFA al anotar frente al CSKA Moscú, siendo este, además, su primer gol con el Hamburgo SV.
A mediados de 2007 firmó por el Burnley de Inglaterra. El 8 de enero de 2009 fue cedido a préstamo al AC Horsens.
El 5 de agosto de 2009 vuelve a jugar en Alemania, firmando por el Arminia Bielefeld de la Segunda división de Alemania, hasta el verano europeo en 2012.

## Clubes
| Club                    | País       | Año       |
| ----------------------- | ---------- | --------- |
| Tennis Borussia Berlín  | Alemania   | 2003-2004 |
| Hamburgo S. V.          | Alemania   | 2004      |
| Aalborg BK              | Dinamarca  | 2004-2005 |
| AC Horsens              | Dinamarca  | 2005-2006 |
| Hamburgo S. V.          | Alemania   | 2006-2007 |
| Burnley F. K.           | Inglaterra | 2007      |
| Rosenborg BK            | Noruega    | 2008      |
| AC Horsens              | Dinamarca  | 2009      |
| Burnley F. C.           | Inglaterra | 2009      |
| Arminia Bielefeld       | Alemania   | 2009-2011 |
| Brisbane Roar F. C.     | Australia  | 2011-2014 |
| Melbourne Victory F. C. | Australia  | 2014-2018 |
| Sanfrecce Hiroshima     | Japón      | 2018-2019 |
| Western United F. C.    | Australia  | 2019-2021 |
| F. C. Prishtina         | Kosovo     | 2021      |